# Sternocoelopsis veselyi
Sternocoelopsis veselyi är en skalbaggsart som beskrevs av August Reichensperger 1923. Sternocoelopsis veselyi ingår i släktet Sternocoelopsis och familjen stumpbaggar. Inga underarter finns listade i Catalogue of Life.